# Damalis compacta
Damalis compacta là một loài ruồi trong họ Asilidae. Damalis compacta được Hull miêu tả năm 1962. Loài này phân bố ở miền Ấn Độ - Mã Lai.